# Intervenção federal em Roraima em 2018
A intervenção federal em Roraima em 2018 foi a decisão do Governo Federal do Brasil de intervir na autonomia do estado de Roraima. Foi a segunda aplicação do art. 34 da Constituição Federal de 1988.
É a segunda intervenção federal decretada pelo presidente Michel Temer, sendo que a primeira foi no Rio de Janeiro. O objetivo é amenizar a situação da segurança interna e da crise financeira do estado e a data de término, contida no decreto que ordenou a intervenção, foi o dia 31 de dezembro de 2018.
Foi nomeado como interventor o governador eleito Antonio Denarium (PSL).

## Intervenção federal ou militar
A nomeação de um governador como interventor foi a decisão tomada em comum acordo entre o presidente e a governadora afastada. Apesar disso, a intervenção não tem caráter militar, no sentido que as forças armadas seriam responsáveis pela intervenção, e engloba todas as áreas atinentes à segurança pública.

## Contexto histórico
A intervenção ocorreu após a greve de 72 horas entre agentes penitenciários e policiais civis. Como os policiais militares não podem fazer greves, os familiares bloquearam a entrada e saída de batalhões como protesto. Em 7 de dezembro de 2018, em uma reunião emergencial, o presidente Michel Temer anuncia uma intervenção integral no estado culminando no afastamento da governadora de Roraima Suely Campos.
No dia 8 de dezembro, em reunião do Conselho da República e do Conselho de Defesa Nacional, foi aprovada a intervenção e o decreto de oficialização da intervenção foi publicado no Diário Oficial da União na edição de 10 de dezembro.